# 迫撃弾
迫撃弾（はくげきだん）とは、鉄パイプを砲身とし、その底部に発射薬や砲弾に相当する鉄塊などを装填し、これを高角度に立てたものを数本束ねた簡易兵器。飛翔弾とも呼ばれる。中核派や革労協などの日本の左翼過激派が一時多用した。

## 概要
人のいない空き家や盗難車のトランクに迫撃弾発射装置を設置し、時限装置によって自動で発射される事が多い。発射された砲弾は高角度の曲射弾道で弾着するが、精度は全く期待できないためピンポイントで目標を狙う事は不可能であり、また射程も短い為、目標とする一定の範囲の地域に弾着するように、広い地域にまたがって立地している、自衛隊駐屯地や在日米軍基地、成田国際空港などが標的にされ、その地域に近接した場所に設置される。
発射される迫撃弾の種類は、単なる鉄塊であり炸裂のおそれがない「金属弾」である場合がほとんどである。金属弾の質量は800～1000グラム程度である。昭和時代末期からは、砲弾の内部に塩素酸カリウムなどの炸薬を充填し、これの炸裂による被害拡大を謀った「飛翔弾」（榴弾）も登場しているが、人間や建造物に被害を及ぼすのは、金属弾の直撃もしくは飛翔弾が至近距離において炸裂した場合のみである。産経新聞の報道によると、迎賓館ロケット弾事件で中核派に使用された榴弾の爆発は、道路に直径20cm、深さ5cmの穴を開けたという。
人のいる場所、人通りの多い時間を避けて使用する場合が多く、標的を大きく外れて見当違いの場所に着弾することが多かったせいか、実際に人的被害の報告はなく、嫌がらせ目的が主であったと思われる。
過激派は、テロの証拠隠滅のため、迫撃弾を発射すると同時に発射場所が放火で炎上するよう盗難車や空き家に時限式発火装置を置いていくことがある。時限式発火装置は、迫撃弾の発射にも使用されており、これによって犯人は逃走時間を稼いだり、アリバイ工作をするのである。

## 「迫撃弾」という呼称の由来
迫撃弾という呼称は、高角度の曲射弾道を持つ精度の悪い砲という意味で軍用の迫撃砲と類似しているためにマスメディアが作った造語である。本来なら発射する「砲」と発射される「砲弾」には別々の呼称が与えられるべきだが、「迫撃弾」とその「発射機」という区別も次第に失われ、両者を「迫撃弾」とする表記が一般的となった。警察は迫撃弾と呼ばず、「金属弾」と発表する。榴弾が発射された場合は、「飛翔弾」または「爆発物発射事件」と発表する。
この「迫撃弾」という言葉が一般化された結果、本来の「迫撃砲」「迫撃砲弾」まで「迫撃弾」と呼ばれる逆転現象も起きている。たとえば、紛争地域の報道で本来は「迫撃砲で攻撃された」「迫撃砲弾が撃ち込まれた」と表現するべきところを「迫撃弾で攻撃された」「迫撃弾が撃ち込まれた」と表現するメディアもある。

## 類似の兵器
類似の兵器は海外でも多用されており、特に大きな被害を出しているのがIRA暫定派が使用したバラックバスターでコロンビア革命軍（FARC）やスペインのバスク祖国と自由（ETA）なども同種の武器を使用している。